# Portulacaria namaquensis
Portulacaria namaquensis es un arbusto suculento perteneciente al género Portulacaria, de la familia Didiereaceae. Se distribuye desde el sur de Namibia hasta el norte de la provincia del Cabo.

## Descripción

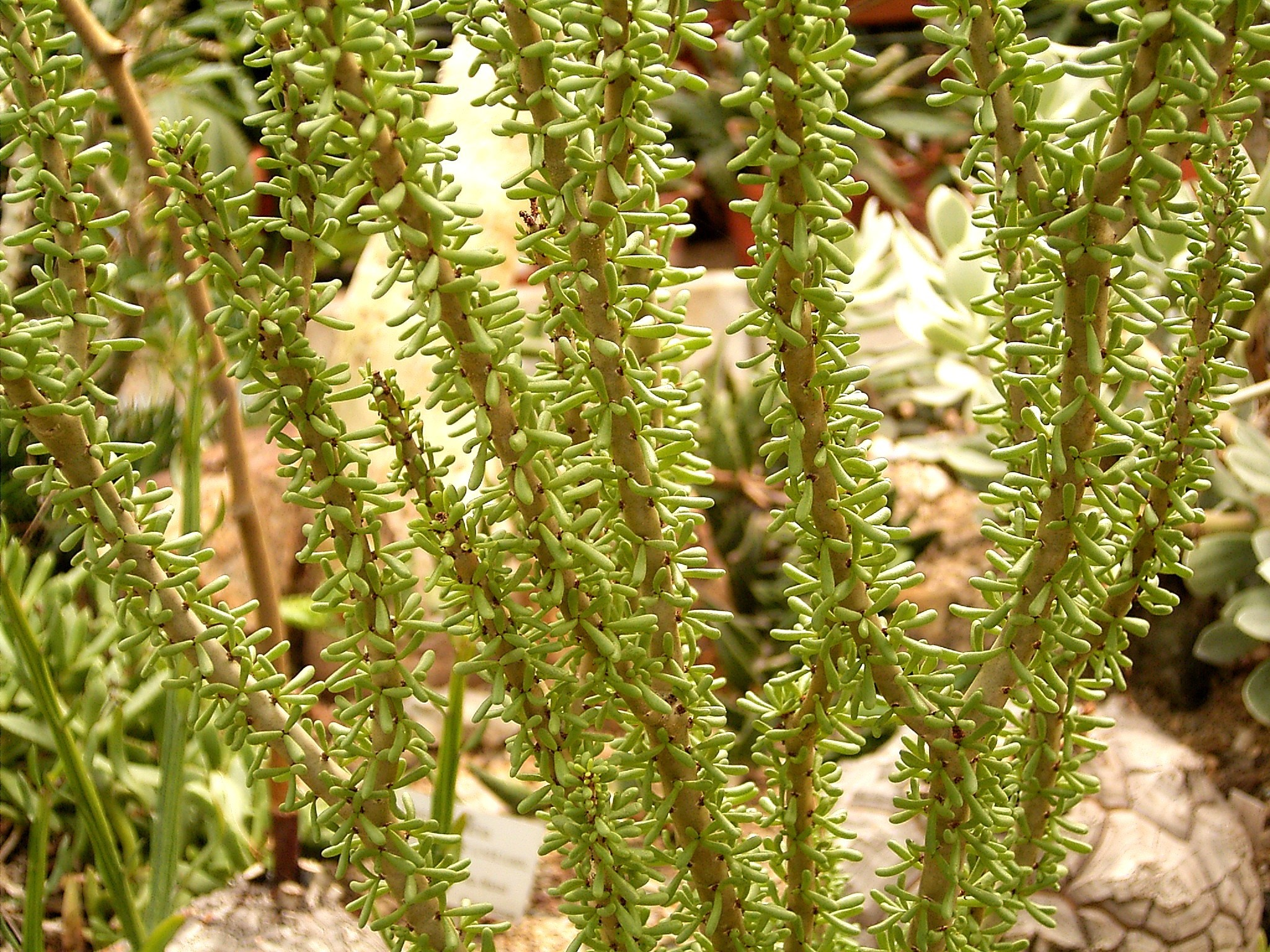
Detalle del tallo ramificado

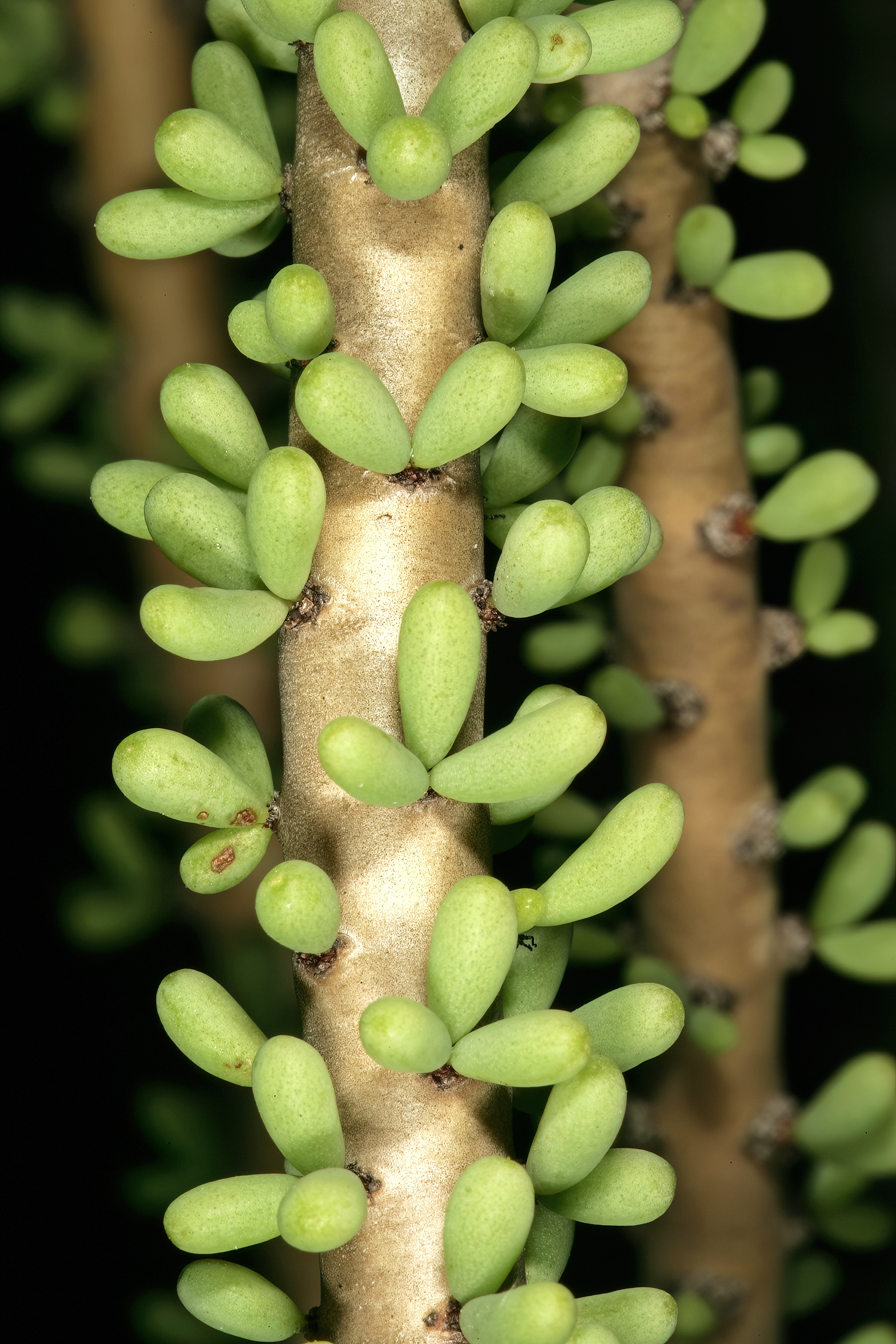
Detalle de las hojas

Portulacaria namaquensis es un arbusto suculento, caducifolio y de crecimiento lento, que suele alcanzar unos 3 m de altura, (rara vez hasta 5 m), con una copa redondeada o extendida. La savia es resinosa e inflamable y las raíces son suculentas, con una corteza de color marrón cuando están expuestas. 
Las plantas maduras presentan un tallo principal solitario del que se está desprendiendo constantemente la corteza coriácea. Las ramas más jóvenes tienen el grosor de un lápiz, con la corteza de color crema pálido o grisácea. Las hojas de color verde grisáceo crecen hasta 4 mm de largo, en forma de maza y algo aplanadas, en grupos de 3 a 4. 
Los racimos florales son axilares, cortos, de unos 20 mm de largo, que surgen entre las hojas. Cada uno presenta hasta 7 flores de 5 pétalos de color rosa-blanco. La semillas son aladas. 

## Distribución y hábitat
El área de distribución nativa de esta especie va desde el sur de Namibia hasta el norte de la provincia del Cabo. Crece principalmente en el bioma desértico o de matorrales secos.

## Ecología
Portulacaria namaquensis crece en condiciones muy secas y es un ejemplo de arbusto adaptado a condiciones desérticas con lluvias muy escasas e impredecibles. La humedad se almacena en sus hojas suculentas, raíces y corteza coriácea.  

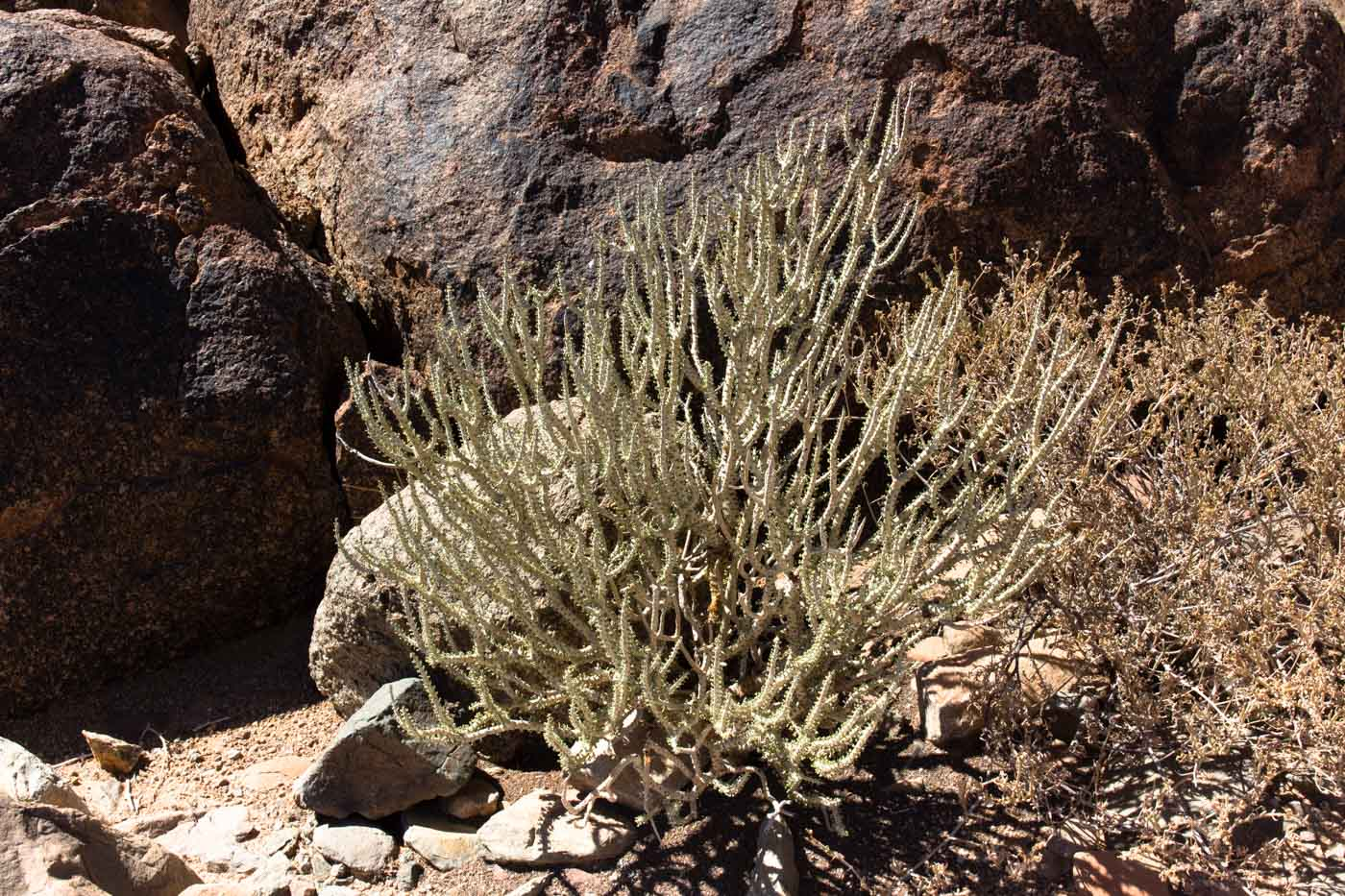
Planta en su hábitat

La corteza de color claro refleja el sol asegurando tallos más frescos. También puede volverse caducifolio en condiciones secas. Los sexos están separados y las flores son polinizadas por pequeños insectos. Las semillas aladas se dispersan por el viento. 

## Taxonomía
Portulacaria namaquensis fue descrita por el botánico alemán Otto Wilhelm Sonder y publicada por primera vez el libro ilustrado Flora Capensis 2: 386 en 1862.

Etimología
- Portulacaria: nombre genérico derivado del género Portulaca debido a su parecido con este. El sufijo "-aria" es un sufijo latino que se utiliza para indicar relación o pertenencia.
- namaquensis: epíteto geográfico que deriva de la región africana de "Namaqualand", donde se encuentra o se ha descrito este organismo. El sufijo "-ensis" es un sufijo de origen latino que se utiliza para indicar procedencia o ubicación.[4]

## Estado de conservación
La planta está muy extendida y no está amenazada, por lo que fue evaluada como de Preocupación Menor (LC) tanto por la Lista Roja de Plantas Sudafricanas,como por la Lista Roja de Especies Amenazadas de la UICN.

## Usos
Se cultiva principalmente como planta ornamental, en suelos bien drenados, arenosos y con grava. La propagación se realiza mediante esquejes y semillas.
En la antigüedad los habitantes de la región de Namaqualand solían quitar la corteza entera de los brotes jóvenes y el tubo resultante tenía propiedades elásticas y se utilizaba para unir dos palos especialmente preparados que se utilizaban para alcanzar las colmenas a las que no se podía llegar con la mano. Cuando estaba seco, el tubo de corteza formaba una unión perfecta y muy fuerte.